# Try Sleeping with a Broken Heart
"Try Sleeping with a Broken Heart" is een nummer van de Amerikaanse zangeres Alicia Keys. Het werd uitgebracht als de tweede single voor haar vierde studioalbum, The Element of Freedom, dat in december 2009 is uitgekomen.

## Verschijnen
Eind oktober 2009 kwam het nummer op Keys' YouTubekanaal te staan. De clip kwam op 16 november, en het nummer stond op 17 november op iTunes.
In de week van 1 februari 2010 is Try Sleeping With a Broken Heart de Superstream op tmf.nl.

## Hitnoteringen

### Nederlandse Top 40
| Hitnotering: 23-01-2010 t/m 27-03-2010 | Hitnotering: 23-01-2010 t/m 27-03-2010 | Hitnotering: 23-01-2010 t/m 27-03-2010 | Hitnotering: 23-01-2010 t/m 27-03-2010 | Hitnotering: 23-01-2010 t/m 27-03-2010 | Hitnotering: 23-01-2010 t/m 27-03-2010 | Hitnotering: 23-01-2010 t/m 27-03-2010 | Hitnotering: 23-01-2010 t/m 27-03-2010 | Hitnotering: 23-01-2010 t/m 27-03-2010 | Hitnotering: 23-01-2010 t/m 27-03-2010 | Hitnotering: 23-01-2010 t/m 27-03-2010 | Hitnotering: 23-01-2010 t/m 27-03-2010 |
| Week                                   | 1                                      | 2                                      | 3                                      | 4                                      | 5                                      | 6                                      | 7                                      | 8                                      | 9                                      | 10                                     |                                        |
| -------------------------------------- | -------------------------------------- | -------------------------------------- | -------------------------------------- | -------------------------------------- | -------------------------------------- | -------------------------------------- | -------------------------------------- | -------------------------------------- | -------------------------------------- | -------------------------------------- | -------------------------------------- |
| Nummer                                 | 40                                     | 32                                     | 29                                     | 36                                     | 34                                     | 25                                     | 21                                     | 23                                     | 34                                     | 40                                     | uit                                    |

### NederlandseSingle Top 100
| Hitnotering: 16-01-2010 t/m 20-03-2010 | Hitnotering: 16-01-2010 t/m 20-03-2010 | Hitnotering: 16-01-2010 t/m 20-03-2010 | Hitnotering: 16-01-2010 t/m 20-03-2010 | Hitnotering: 16-01-2010 t/m 20-03-2010 | Hitnotering: 16-01-2010 t/m 20-03-2010 | Hitnotering: 16-01-2010 t/m 20-03-2010 | Hitnotering: 16-01-2010 t/m 20-03-2010 | Hitnotering: 16-01-2010 t/m 20-03-2010 | Hitnotering: 16-01-2010 t/m 20-03-2010 | Hitnotering: 16-01-2010 t/m 20-03-2010 | Hitnotering: 16-01-2010 t/m 20-03-2010 |
| Week                                   | 1                                      | 2                                      | 3                                      | 4                                      | 5                                      | 6                                      | 7                                      | 8                                      | 9                                      | 10                                     |                                        |
| -------------------------------------- | -------------------------------------- | -------------------------------------- | -------------------------------------- | -------------------------------------- | -------------------------------------- | -------------------------------------- | -------------------------------------- | -------------------------------------- | -------------------------------------- | -------------------------------------- | -------------------------------------- |
| Nummer                                 | 75                                     | 58                                     | 70                                     | 49                                     | 53                                     | 51                                     | 44                                     | 62                                     | 61                                     | 62                                     | uit                                    |